# Liparis vestita
Liparis vestita är en orkidéart som beskrevs av Heinrich Gustav Reichenbach. Liparis vestita ingår i släktet gulyxnen, och familjen orkidéer. Inga underarter finns listade i Catalogue of Life.